# Alvor (vila)
Alvor é uma vila portuguesa sede da Freguesia de Alvor, no Município de Portimão.
A povoação de Alvor foi elevada à categoria de vila pela Lei n.º 42/88 de 1988-04-19.

## Toponímia
Em 716, no curso da Invasão muçulmana da península Ibérica, Alvor foi conquistada pelos mouros e começou a ser referida como Albur ou Alvor, nome da serra onde foi construído o castelo de Alvor, de que restam apenas vestígios.

## História
Alvor está associada a Portus Hannibalis, como porto fundado pelo general cartaginês Aníbal, conforme menciona João de Barros: "Alvor, vila no Reino do Algarve, sabia-se chamar Porto de Aníbal, como diz Florián de Ocampo".
Tendo sido povoação muçulmana durante séculos, Alvor foi conquistada por D. Sancho I em 3 de Junho 1189, mas perdida pouco tempo depois, voltando a integrar-se definitivamente no Reino de Portugal, em 1250, com a conquista do Algarve por D. Afonso III.
Por decreto de D. Afonso V, Alvor esteve inserida nos domínios do Conde de Faro, e o título de Conde de Alvor foi criado em 1683 por D. Pedro II, sendo extinto quando do Processo dos Távoras, com a condenação do 3º Conde de Alvor, Francisco de Assis de Távora.
Em Alvor faleceu, em 25 de Outubro de 1495, el-rei de Portugal D. João II. Pouco tempo depois, D. Manuel elevou-a a vila sede de concelho, estatuto que viria a perder no início do século XIX. O pequeno município era constituído apenas pela vila e tinha, em 1801, 1 288 habitantes.
Em 1975 foi nesta vila assinado o Acordo de Alvor entre o governo português e os três principais movimentos de libertação de Angola.

## Actividades
Terra de tradição marítima e piscatória, no presente, paralelamente à pesca de cariz artesanal, a restauração, o comércio e o turismo são as actividades económicas principais.
Alvor é conhecida pelas suas praias e pela aldeia piscatória junto à foz do rio.
Embora seja costume ouvir os visitantes ou pessoas de fora chamar "O Alvor" à vila, a designação "O Alvor" refere-se ao Rio Alvor que bordeja a vila.

## Praia e Ria
Cercada por hotéis e empreendimentos turísticos Alvor dispõe de um extenso areal. 
Protegida pelo areal da praia existe a Ria de Alvor, uma importante zona húmida onde nidificam ou se protegem e alimentam muitas espécies de aves.

## Património
- Castelo de Alvor ou Ruínas do Forte de Alvor
- Morabito anexo à Matriz de Alvor
- Igreja Matriz de Alvor ou Igreja do Divino Salvador de Alvor, em que se destaca o seu pórtico principal de grande riqueza decorativa
- Morabito de São Pedro
- Morabito de São João
- Ria de Alvor, um sítio Natura 2000
- Complexo Torralta Alvor
- Pólo de Leitura de Alvor

## Personalidades ilustres
- Conde de Alvor